# Dimetil isosorbida
El compuesto químico Dimetil isosorbida(DMI), conocido también como Dimetiléter isosorbida  es un compuesto heterocíclico cuyo esqueleto se constituye de dos unidades de tetrahidrofurano. 
Se presenta a temperatura ambiente como un líquido incoloro, de olor característico y de mayor densidad que el agua. 
Es soluble en una gran variedad de compuestos, tales como agua, isopropanol, polipropilenglicol, o polisorbato 20, e insoluble en aceites minerales, de silicona o aceites de ricino hidrogenados. 
Se encuadra en el grupo de disolventes sostenibles, ya que, además de provenir en origen de una materia prima renovable como el almidón, presenta una toxicidad aguda muy baja, un punto de ebullición elevado y una bioacumulación prácticamente despreciable, debido a su mayor afinidad por el agua que por compuestos orgánicos. 
Por todo ello puede proponerse como un sustituto de algunos de los disolventes comúnmente empleados en la industria, tales como DMF o DMSO.

## Otros parámetros
- Coeficiente de reparto octanol-agua: log Kow = -1,6 (20 °C, estimado)
- Presión de vapor: 13 Pa (25 °C, estimado)

## Síntesis
Se obtiene por alquilación del 1,4-dianhidrosorbitol (también llamado isosorbida), proveniente a su vez del sorbitol.
La síntesis tradicional emplea como agentes alquilantes haluros de metilo, los cuales presentan una serie de inconvenientes, a destacar: toxicidad, elevado gasto energético asociado a su producción y generación de COVs.

### Síntesis sostenible
Emplea como agente alquilante carbonato de dimetilo (DMC); se trata de un compuesto de toxicidad muy baja (LD50: 6000mg/kg ratón, oral) y libre de halógenos, con las ventajas que ello conlleva.

Otra ventaja desde el punto de vista de la sostenibilidad es el hecho de que DMC actúe a la vez tanto de reactivo como de disolvente.
En las condiciones de reacción empleadas (90 °C), y trabajando con un exceso de base fuerte (metóxido de sodio), no se obtienen otros subproductos posibles derivados de la reacción de 1,4-Dianhidrosorbitol con DMC, tales como derivados carboximetílicos o metil carboximetílicos, sino que se obtiene el derivado dimetílico (Dimetil isosorbida) con una selectividad del 100 %, mejorándose la economía atómica de la reacción.

## Aplicaciones
El creciente interés de la industria por procesos sostenibles, que no liberen gases nocivos a la atmósfera, hace que DMI encuentre un buen número de aplicaciones, entre las que destaca su uso en formulaciones cosméticas a escala industrial, y su posible aplicación en industrias asfálticas, de pinturas, etc. todavía en un nivel de investigación.

### Cosmética
Actúa como un agente transportador efectivo de principios activos en formulaciones cosméticas a través de la piel, permitiendo así un mejor reparto. 
Puede encontrarse tanto en cremas autobronceadoras o de anti-acné, como en lociones desmaquillantes o tratamiento del cuero cabelludo.
Entre sus ventajas, cabe citar: abaratamiento de costes y menor irritación de la piel por reducción del principio activo, prevención de la recristalización en agua del principio activo en su transporte a través de la piel, mejoras en condiciones de seguridad o aumento de estabilidad de la formulación frente a procesos de hidrólisis o transesterificación.
Estas mismas propiedades pueden aprovecharse para aumentar la capacidad penetrante en otro tipo de formulaciones, tales como plaguicidas, industria farmacéutica, etc.

### Pinturas
Puede emplearse DMI como un plastificante temporal en pinturas, integrado en una formulación que consta de un aglutinante basado en una resina polimérica sintética, la cual se dispersa en agua.
La labor del plastificante es la de garantizar la calidad de la película de pintura depositada, durante la etapa de evaporación del agua.
Dicha formulación evita el uso de disolventes orgánicos, de acuerdo con la Directiva 2004/42/CE, que limita las emisiones de COVs debidas al uso de disolventes orgánicos en pinturas y barnices.

### Pavimentación
Se ha estudiado DMI como un sustituto fiable de diversos compuestos orgánicos, empleados como aditivos, que tienen por objeto disminuir la viscosidad del betún, el cual va a combinarse con una serie de agregados minerales a altas temperaturas (165 °C) para formar el asfalto.
Disminuyendo la viscosidad del betún, se hace innecesario trabajar a temperaturas tan elevadas, con el consiguiente ahorro energético y mejora de las condiciones de seguridad.
Por otro lado, una vez se lleva a cabo la pavimentación, el aditivo debe eliminarse, (para permitir que el betún recupere su viscosidad inicial).
En el caso de DMI, dicha eliminación puede llevarse a cabo por dos vías complementarias: evaporación (método más común en la mayoría de aditivos), y difusión en agua, aprovechando su completa miscibilidad (esta segunda vía es especialmente importante cuando la pavimentación se realiza en estaciones lluviosas).

## Seguridad
Puede producir irritación por cualquiera de las vías de entrada (ingestión, inhalación o contacto por la piel), por lo que debe lavarse con abundante agua la zona afectada. En caso de inhalación, el afectado debe retirarse de la fuente de exposición, y respirar aire fresco.
En caso de incendio, debe utilizarse dióxido de carbono, agua en forma de spray o polvo químico seco, empleándose los equipos de protección individuales pertinentes.
Es estable bajo las condiciones apropiadas de mantenimiento. Deben evitarse tanto oxidantes fuertes como bases fuertes.
No se encuentra en el listado de agentes cancerígenos de agencias tanto nacionales como internacionales ligadas a la seguridad y a la salud, tales como la IARC, NTP, OSHA o ACGIH.
Asimismo, no hay datos disponibles acerca de su carácter mutagénico o teratogénico.